# 圣尼各老堂 (布拉格小城)
圣尼各老堂（布拉格小城），是捷克首都布拉格的布拉格小城区中心的一座教堂，易与布拉格老城的圣尼古拉教堂相混淆。这座教堂是仅次于圣维特主教座堂之后的第二大宗教场所。 
该教堂始建于1673年，湿壁画最终完成于1761年。建筑师 Kilian Ignaz Dientzenhofer 是波希米亚巴洛克建筑的杰出代表，在教堂完工前去世。